# Colin Firth
Colin Andrew Firth (* 10. září 1960 Grayshott, Anglie, Spojené království) je britský herec, držitel Oscara, Zlatého glóbu a ceny BAFTA pro nejlepšího herce za výkon ve filmu Králova řeč (2010).

## Filmová kariéra
Objevil se ve filmu Miloše Formana Valmont (z roku 1989) či oscarovém dramatu Anglický pacient (1996). Ve snímku Zamilovaný Shakespeare (1998) ztvárnil roli Lorda Wessexe, za niž obdržel Cenu Sdružení filmových a televizních herců za nejlepší herecký výkon.
Hrál také v romantické komedii Deník Bridget Jonesové (2001) a na ni navazujícím snímku Bridget Jonesová: S rozumem v koncích (2004), a poté v posledním dílu Dítě Bridget Jonesové (2016) v nichž ztvárnil roli právníka Marka Darcyho. Zahrál si také ve filmu Láska nebeská (2003), kde získal úlohu podvedeného spisovatele Jamieho, jenž se zamiluje do své portugalské pomocnice Aurelie.
Za ústřední roli v dramatu Single Man (2009) se mu dostalo první nominace na Oscara za rok 2009. O rok později vytvořil postavu britského krále Jiřího VI. v britsko-australsko-americkém snímku Králova řeč (2010), za niž získal cenu BAFTA, Zlatý glóbus i Oscara.

## Osobní život
V roce 1989 začal chodit s herečkou Meg Tilly, se kterou se potkali na natáčení filmu Valmont. O rok později se jim narodil syn William Joseph Firth.William je nyní také hercem a v roce 2016 se např. objevil po boku svého otce ve filmu Dítě Bridget Jonesové. Spolu se svou rodinou se přestěhoval do Lower Mainland v Kanadě. Jeho herecká kariéra se zpomalila, dokud se v roce 1994 s Meg nerozešli, a on se vrátil do Velké Británie.
Během natáčení seriálu Pýcha a předsudek začal chodit s jeho hereckou kolegyní Jennifer Ehleovou. Jejich vztah získal pozornost médií až po jejich rozchodu.
V roce 1997 se oženil s producentkou Livií Giuggioli. Mají spolu dva syny jménem Luca a Matteo. Firth také mluví plynně italsky. Rodina dělila svůj čas mezi Wandsworth v Londýně a italskou Umbrii.  V roce 2019 oznámili svůj rozchod. Před několika lety se již na nějaký čas rozešli, ale od té doby se k sobě opět vrátili.
Dne 19. října 2007 získal čestný doktorát na Winchesterské univerzitě.  Dne 13. ledna 2011 obdržel svou hvězdou na hollywoodském chodníku slávy. V dubnu 2011 ho časopis Time zahrnul na seznam 100 nejvlivnějších lidí na světě. Roku 2011 byl jmenován velitelem Řádu britského impéria za zásluhy v dramatu. V roce 2012 mu byla také udělena čestná stipendia na Univerzitě umění v Londýně. 
V reakci na výsledek referenda a následnou nejistotu ohledně práv občanů mimo EU, požádal v roce 2017 o dvojí občanství (britské a italské), aby měl stejné pasy jako jeho manželka a děti.  Italský ministr vnitra Marco Minniti oznámil, že jeho žádost byla schválena dne 22. září 2017.  Firth k tomu dodal: „Vždy budu Brit jako poleno, stačí se na mě dívat nebo mě poslouchat.“ 
V roce 2011, po získání Oscara za ztvárnění krále Jiřího VI. ve filmu Králova řeč, uvedl v rozhovoru pro CNN s Piersem Morganem, že je republikán (anti-monarchista), a že volení zařazuje mezi oblíbené činnosti. 

## Filmografie

### Film
| Rok  | Název                                              | Role                                    | Poznámky |
| ---- | -------------------------------------------------- | --------------------------------------- | --- |
| 1984 | Jiná země                                          | Tommy Judd                              | |
| 1985 | 1919                                               | mladý Alexander Scherbatov              | |
| 1987 | Měsíc na venkově                                   | Tom Birkin                              | |
| 1989 | Apartmá nula                                       | Adrian LeDuc                            | |
| 1989 | Valmont                                            | Valmont                                 | |
| 1991 | Femme Fatale                                       | Joseph Prince                           | |
| 1991 | Křídla slávy                                       | Brian Smith                             | |
| 1993 | Hodina prasete                                     | Richard Courtois                        | |
| 1994 | Playmaker                                          | Michael Condron / Ross Talbert          | |
| 1995 | Šance pro lásku                                    | Simon Westward                          | |
| 1996 | Anglický pacient                                   | Geoffrey Clifton                        | nominace – Cena Sdružení filmových a televizních herců v kategorii nejlepší obsazení |
| 1997 | Prokletá farma                                     | Jess Clark                              | |
| 1997 | Fotbalové opojení                                  | Paul Ashworth                           | |
| 1998 | Zamilovaný Shakespeare                             | Lord Wessex                             | Cena Sdružení filmových a televizních herců v kategorii nejlepší obsazení |
| 1999 | Bestián: Kupředu, zpátky jen krok!                 | William Shakespeare                     | krátkometrážní film |
| 1999 | Takový jsem byl                                    | Edward Pettigrew                        | |
| 1999 | The Secret Laughter of Women                       | Matthew Field                           | |
| 2000 | Velmi relativní známosti                           | Peter Ingleton                          | |
| 2001 | Deník Bridget Jonesové                             | Mark Darcy                              | Evropské filmové ocenění – Cena publika pro nejlepšího herce nominace – Filmová cena Britské akademie v kategorii nejlepší mužský herecký výkon ve vedlejší roli nominace – Satellite Award v kategorii nejlepší herec – film (muzikál nebo komedie) |
| 2002 | Jak je důležité míti Filipa                        | Jack Worthing                           | |
| 2003 | Dívka s perlou                                     | Jan Vermeer                             | nominace – Evropské filmové ocenění – Cena publika pro nejlepšího herce |
| 2003 | Ach ty ženy!                                       | Colin Ware                              | |
| 2003 | Láska nebeská                                      | Jamie Bennett                           | nominace – Phoenix Film Critics Society Award v kategorii nejlepší obsazení |
| 2003 | Co ta holka chce                                   | Henry Dashwood                          | |
| 2004 | Bridget Jonesová: S rozumem v koncích              | Mark Darcy                              | |
| 2004 | Trauma                                             | Ben Slater                              | |
| 2005 | Kouzelná chůva Nanny McPhee                        | Cedric Brown                            | |
| 2005 | Pravda nebo lež                                    | Vince Collins                           | |
| 2007 | Poslední legie                                     | Aurelius Antonius                       | |
| 2007 | And When Did You Last See Your Father?             | Blake Morrison                          | nominace – British Independent Film Award v kategorii nejlepší mužský herecký výkon ve vedlejší roli |
| 2007 | Konečně spolu                                      | Frank                                   | |
| 2007 | Holky z naší školky                                | Geoffrey Thwaites                       | |
| 2008 | Vdaná snoubenka                                    | Richard Bratton                         | |
| 2008 | Mamma Mia!                                         | Harry Bright                            | nominace – National Movie Award v kategorii nejlepší mužský výkon |
| 2008 | Lekce neslušného chování                           | Jim Whittaker                           | |
| 2008 | Spálené mosty                                      | Joe                                     | |
| 2009 | Vánoční koleda                                     | Fred                                    | |
| 2009 | Dorian Gray                                        | Lord Henry Wotton                       | |
| 2009 | Single Man                                         | George Falconer                         | Austin Film Critics Association Award v kategorii nejlepší mužský herecký výkon v hlavní roli Filmová cena Britské akademie v kategorii nejlepší mužský herecký výkon v hlavní roli Detroit Film Critics Society Award v kategorii nejlepší mužský herecký výkon v hlavní roli Italian Online Film Actors & Dubbers Award v kategorii nejlepší cizojazyčný mužský herecký výkon London Film Critics Circle Award v kategorii nejlepší britský herec San Diego Film Critics Society Award v kategorii nejlepší mužský herecký výkon v hlavní roli San Francisco Film Critics Circle Award v kategorii nejlepší mužský herecký výkon v hlavní roli Cena na Mezinárodním filmovém festivalu v Santa Barbarě v kategorii nejlepší herecký výkon roku Vancouver Film Critics Circle Awards v kategorii nejlepší mužský herecký výkon v hlavní roli Volpi Cup nominace – Critics' Choice Movie Awards v kategorii nejlepší mužský herecký výkon v hlavní roli nominace – Dallas-Fort Worth Film Critics Association Awards v kategorii nejlepší mužský herecký výkon v hlavní roli nominace – Independent Spirit Awards v kategorii nejlepší mužský herecký výkon v hlavní roli nominace – Oscar v kategorii nejlepší mužský herecký výkon v hlavní roli nominace – Satellite Awards v kategorii nejlepší mužský herecký výkon v hlavní roli – film (drama) nominace – Cena Sdružení filmových a televizních herců v kategorii nejlepší mužský herecký výkon v hlavní roli nominace – Toronto Film Critics Association Awards v kategorii nejlepší mužský herecký výkon v hlavní roli nominace – Washington D.C. Area Film Critics Association Awards v kategorii nejlepší mužský herecký výkon v hlavní roli nominace – Zlatý glóbus v kategorii nejlepší mužský herecký výkon v hlavní roli (drama) |
| 2009 | Kolej Sv. Trajána 2: Legenda o zlatu rodu Frittonů | Geoffrey Thwaites                       | |
| 2010 | Králova řeč                                        | Jiří VI.                                | Alliance of Women Film Journalists EDA Awards v kategorii nejlepší mužský herecký výkon v hlavní roli Austin Film Critics Association Award v kategorii nejlepší mužský herecký výkon v hlavní roli British Independent Film Award v kategorii nejlepší mužský herecký výkon v hlavní roli Critics' Choice Movie Awards v kategorii nejlepší mužský herecký výkon v hlavní roli Chicago Film Critics Association Award v kategorii nejlepší mužský herecký výkon v hlavní roli Denver Film Critics Society Awards v kategorii nejlepší mužský herecký výkon v hlavní roli Detroit Film Critics Society Awards v kategorii nejlepší mužský herecký výkon v hlavní roli Evropská filmová cena v kategorii nejlepší mužský herecký výkon v hlavní roli Filmová cena Britské akademie v kategorii nejlepší mužský herecký výkon v hlavní roli Florida Film Critics Circle Award v kategorii nejlepší mužský herecký výkon v hlavní roli Iowa Film Critics Award v kategorii nejlepší mužský herecký výkon v hlavní roli Italian Online Movie Award v kategorii nejlepší mužský herecký výkon v hlavní roli Italian Online Film Actors & Dubbers Award v kategorii nejlepší cizojazyčný herec Italian Online Film Actors & Dubbers Award v kategorii nejlepší cizojazyčné obsazení Kansas City Film Critics Circle Award v kategorii nejlepší mužský herecký výkon v hlavní roli London Film Critics Circle Award v kategorii britský herec roku London Film Critics Circle Award v kategorii herec roku Los Angeles Film Critics Association Award v kategorii nejlepší mužský herecký výkon v hlavní roli National Movie Award v kategorii herecký výkon roku New York Film Critics Circle Award v kategorii nejlepší mužský herecký výkon v hlavní roli North Texas Film Critics Association Award v kategorii nejlepší mužský herecký výkon v hlavní roli Oscar v kategorii nejlepší mužský herecký výkon v hlavní roli Online Film Critics Society Award v kategorii nejlepší mužský herecký výkon v hlavní roli Phoenix Film Critics Society Award v kategorii nejlepší mužský herecký výkon v hlavní roli San Francisco Film Critics Circle Award v kategorii nejlepší mužský herecký výkon v hlavní roli Satellite Award v kategorii nejlepší mužský herecký výkon v hlavní roli – (drama) Cena Sdružení filmových a televizních herců v kategorii nejlepší filmové obsazení Cena Sdružení filmových a televizních herců v kategorii nejlepší mužský herecký výkon v hlavní roli Southeastern Film Critics Association Award v kategorii nejlepší mužský herecký výkon v hlavní roli St. Louis Gateway Film Critics Association Award v kategorii nejlepší mužský herecký výkon v hlavní roli Vancouver Film Critics Circle Award v kategorii nejlepší mužský herecký výkon v hlavní roli Washington D.C. Area Film Critics Association Award v kategorii nejlepší mužský herecký výkon v hlavní roli Zlatý glóbus v kategorii nejlepší mužský herecký výkon v hlavní roli – film (drama) nominace – Central Ohio Film Critics Association Award v kategorii nejlepší mužský herecký výkon v hlavní roli nominace – Dallas-Fort Worth Film Critics Association Award v kategorii nejlepší mužský herecký výkon v hlavní roli nominace – Evening Standard British Film Award v kategorii nejlepší mužský herecký výkon v hlavní roli nominace – Houston Film Critics Society Award v kategorii nejlepší mužský herecký výkon v hlavní roli nominace – Las Vegas Film Critics Society Award v kategorii nejlepší mužský herecký výkon v hlavní roli nominace – San Diego Film Critics Society Award v kategorii nejlepší mužský herecký výkon v hlavní roli nominace – Toronto Film Critics Association Award v kategorii nejlepší mužský herecký výkon v hlavní roli nominace – Utah Film Critics Association Award v kategorii nejlepší mužský herecký výkon v hlavní roli |
| 2010 | Hlavní třída                                       | Gus LeRoy                               | |
| 2010 | Steve                                              | Steve                                   | |
| 2011 | Jeden musí z kola ven                              | Bill Haydon                             | Central Ohio Film Critics Association Award v kategorii nejlepší obsazení Georgia Film Critics Association Award v kategorii nejlepší obsazení YouMovie Award v kategorii nejlepší obsazení nominace – Italian Online Movie Award v kategorii nejlepší mužský herecký výkon ve vedlejší roli nominace – Italian Online Film Actors & Dubbers Award v kategorii nejlepší cizojazyčné obsazení nominace – YouMovie Award v kategorii nejlepší mužský herecký výkon ve vedlejší roli nominace – YouMovie Award v kategorii nejlepší zloduch |
| 2012 | Stars in Shorts                                    | Steve                                   | |
| 2012 | Gambit                                             | Harry Deane                             | |
| 2013 | Arthur Newman                                      | Arthur Newman / Wallace Avery           | |
| 2014 | Koleje osudu                                       | Eric Lomax                              | |
| 2014 | Ďáblův uzel                                        | Ron Lax                                 | |
| 2014 | Kouzlo měsíčního svitu                             | Stanley / Wei Ling Soo                  | |
| 2014 | Dřív než půjdu spát                                | Ben Lucas                               | |
| 2014 | Kingsman: Tajná služba                             | Harry Hart / Galahad                    | |
| 2016 | Genius                                             | Maxwell Perkins                         | |
| 2016 | Dítě Bridget Jonesové                              | Mark Darcy                              | |
| 2017 | Kingsman: Zlatý kruh                               | Harry Hart                              | |
| 2018 | Šťastný princ                                      | Reggie Turner                           | |
| 2018 | Mercy                                              | Donald Crowhurst                        | |
| 2018 | Mamma Mia! Here We Go Again                        | Harry Bright                            | |
| 2018 | Mary Poppins se vrací                              | William Weatherall Wilkins / Vlk (hlas) | |
| 2018 | Kursk                                              | David Russell                           | |
| 2019 | 1917                                               | generál Erinmore                        | |
| 2020 | Tajemná zahrada                                    | lord Archibald Craven                   | |
| 2020 | Supernova                                          | Sam                                     | |
| 2021 | Matky a jiné lásky                                 | Godfrey Niven                           | |
| 2021 | Invaze: Operace Mincemeat                          | Ewen Montagu                            | |
| 2022 | Empire of Light                                    | Donald Ellis                            | |

### Televize
| Rok  | Název                         | Role                       | Poznámky |
| ---- | ----------------------------- | -------------------------- | --- |
| 1984 | Crown Court                   | PC Franklin                | díl: „Citizens: Part 1“ |
| 1984 | Camille                       | Armand Duval               | TV film |
| 1985 | Dutch Girls                   | Neil Truelove              | TV film |
| 1986 | Lost Empires                  | Richard Herncastle         | mini-série |
| 1987 | Pat Hobby: Teamed with Genius | Rene Wilcox                | krátkometrážní speciál |
| 1987 | The Secret Garden             | dospělý Colin Craven       | TV film |
| 1988 | Tumbledown                    | Robert Lawrence            | TV film Royal Television Society Award v kategorii nejlepší mužský herecký výkon v hlavní roli nominace – Televizní cena Britské akademie v kategorii nejlepší mužský herecký výkon v hlavní roli                                                                           |
| 1992 | Rukojmí                       | John McCarthy              | TV film |
| 1994 | Master of the Moor            | Stephen Whalby             | TV film |
| 1995 | Pýcha a předsudek             | Fitzwilliam Darcy          | mini-série Broadcasting Press Guild Award v kategorii nejlepší mužský herecký výkon v hlavní roli nominace – Televizní cena Britské akademie v kategorii nejlepší mužský herecký výkon v hlavní roli nominace – National Television Award v kategorii nejpopulárnější herec |
| 1997 | Nostromo                      | Charles Gould              | mini-série |
| 1999 | Blackadder: Back & Forth      | William Shakespeare        | televizní krátkometrážní film |
| 2000 | Donovan Quick                 | Donovan Quick/Daniel Quinn | TV film |
| 2001 | Konference ve Wannsee         | Wilhelm Stuckart           | TV film nominace – Cena Emmy v kategorii nejlepší mužský herecký výkon ve vedlejší roli – mini-série nebo film nominace – Satellite Awards v kategorii nejlepší mužský herecký výkon ve vedlejší roli – mini-série nebo film                                                |
| 2001 | Čtyřhra                       | Allen Portland             | TV film |
| 2006 | Na počátku jsme si rovni      | Mark Armitage              | TV film |
| 2017 | Red Nose Day Actually         | Jamie                      | televizní krátkometrážní film |

### Divadlo
| Rok  | Název                | Role          | Poznámky |
| ---- | -------------------- | ------------- | -------- |
| 1983 | Jiná země            | Guy Bennett   |          |
| 1984 | The Doctor's Dilemma | Louis Dubedat |          |
| 1985 | The Lonely Road      | Felix         |          |
| 1987 | Farma pod Jilmy      | Eben          |          |
| 1991 | The Caretaker        | Aston         |          |
| 1993 | Chatsky              | Chatsky       |          |
| 1999 | Three Days of Rain   | Walker/Ned    |          |